# Boscolo
 (janvier 2023).
 (janvier 2023).
Si vous disposez d'ouvrages ou d'articles de référence ou si vous connaissez des sites web de qualité traitant du thème abordé ici, merci de compléter l'article en donnant les références utiles à sa vérifiabilité et en les liant à la section « Notes et références ».
Boscolo Group est un groupe italien qui œuvre dans l'hôtellerie de luxe (4 et 5 étoiles). 
Créé en 1978 par la famille Boscolo (le père et ses quatre fils), le groupe possède jusqu'en 2017 21 hôtels en Europe, principalement en Italie. La gamme cinq étoiles appelée « Boscolo Hôtels » est composée des hôtels suivants : 
- hôtel Boscolo Lyon, à Lyon (France) ;
- hôtel Boscolo Exedra Nice, à Nice (France) ;
- hôtel Boscolo Exedra Rome, à Rome (Italie) ;
- hôtel Boscolo Aleph, à Rome (Italie) ;
- hôtel Boscolo Palace, à Rome (Italie) ;
- hôtel Boscolo Budapest (anciennement New York Palace), à Budapest (Hongrie) ;
- hôtel Boscolo Prague (anciennement Carlo IV), à Prague (République tchèque) ;
- hôtel Boscolo Venise (anciennement Dei Dogi), à Venise (Italie) ;
- hôtel Boscolo Exedra Milan, à Milan (Italie).

Un nouvel hôtel Boscolo Bari (l'Albergo delle Nazioni) ouvre ses portes en juillet 2012. 
La gamme quatre étoiles du groupe porte le nom de « B4 Hôtels ». Elle est majoritairement localisée dans les principales villes d'Italie, à l'exception de trois hôtels français : le B4 Hôtel Plaza Nice, le B4 Hôtel Park Nice et le B4 Grand Hôtel de Lyon. 
En 2017, la famille vend les hôtels du groupe à un investisseur américain, Värde Partners, qui renomme le groupe en The Dedica Anthology. Toutefois, Angelo Boscolo, fils aîné de la famille, rachète deux hôtels, l'hôtel Boscolo Lyon et l'hôtel Boscolo Exedra Nice, réunis dans sa nouvelle entreprise, Boscolo Collection.